# Perissopmeros arkana
Perissopmeros arkana is een spinnensoort uit de familie Malkaridae. De soort komt voor in New South Wales.